# Ficus assimilis
Ficus assimilis är en mullbärsväxtart som beskrevs av John Gilbert Baker. Ficus assimilis ingår i släktet fikonsläktet, och familjen mullbärsväxter. Inga underarter finns listade i Catalogue of Life.